# Wola Naropińska
Wola Naropińska est une localité polonaise de la gmina de Żelechlinek, située dans le powiat de Tomaszów Mazowiecki en voïvodie de Łódź.